# NGC 1333

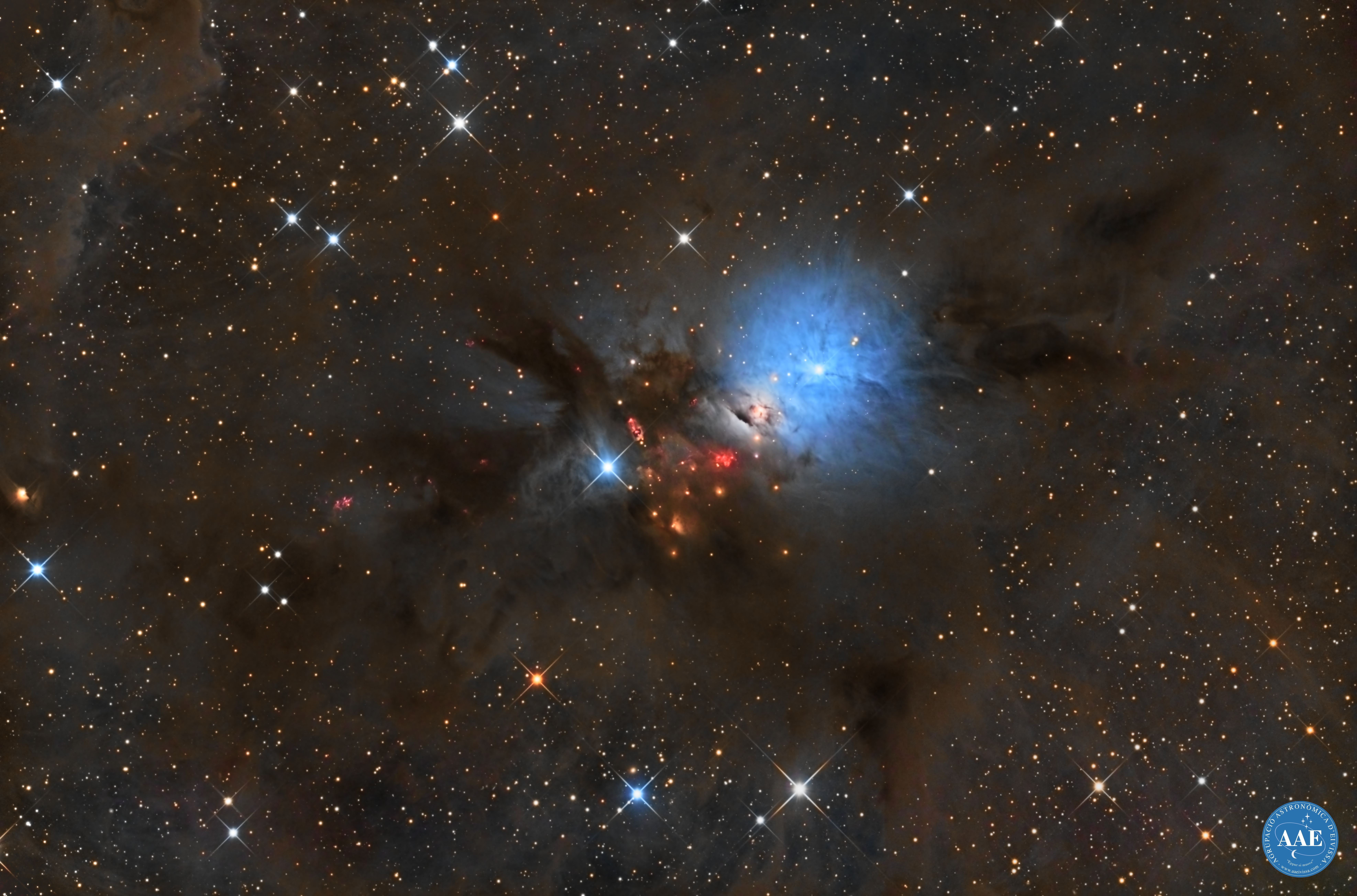
Esta imagen de NGC 1333 fue creada por la Agrupación Astronómica de Ibiza (AAE) a partir de 303 imágenes capturadas por el Telescopio de Cala d'Hort, en la isla de Ibiza, España.

NGC 1333 es una nebulosa de reflexión en la constelación de Perseo a 1000 años luz de distancia, siendo una de las regiones más próximas de formación estelar.
Las estrellas recién formadas en NGC 1333 no tienen más de un millón de años de antigüedad. Gran parte de la luz de estas estrellas está oscurecida por la oscura nube de polvo a partir de la cual se han formado. Con la utilización del Telescopio Espacial Spitzer de la NASA se ha detectado la luz infrarroja de estos objetos. Esto permite mirar a través del polvo para obtener una comprensión más detallada acerca de cómo las estrellas comienzan sus vidas. 
Las estrellas de NGC 1333 no forman un único cúmulo, sino están divididas en dos subgrupos. El primero de ellos está al norte cerca de la nebulosa, mientras que el segundo se halla al sur en la zona más densa de la nube de gas. 
Los rasgos verde-amarillos con forma de nódulos situados abajo en la imagen son ondas de choque resplandecientes donde chorros de material expelidos desde estrellas embriónicas entrechocan con el gas denso y frío. Se piensa que esto produce la dispersión de la nube de gas evitando que se formen más estrellas en NGC 1333. Por el contrario, la zona superior de la imagen aparece en color rojo por la luz infrarroja proveniente de polvo cálido.
Se ha detectado en el interior de un sistema estelar en formación de NGC 1333 suficiente vapor de agua como para rellenar cinco veces todos los océanos de la Tierra. Este vapor de agua, localizado en la nebulosa protoestelar, se está concentrando ahora en el disco de polvo en donde se piensa que podrían estar formándose planetas, constituyendo una prueba de cómo el agua es depositada en los planetas.